# Bilal Benkhedim
Bilal Benkhedim (* 20. April 2001 in Alès, Frankreich) ist ein algerisch-französischer Fußballspieler. Der Mittelfeldspieler spielte als Junior international.

## Karriere

### Verein
Bilal Benkhedim spielte vor seiner Profikarriere für diverse Jugendmannschaften. 2018 wechselte er zunächst in die zweite Mannschaft Saint-Étiennes, bevor er 2019 in die Erstligamannschaft aufstieg. Sein Debüt für diese gab er am 24. November 2019 gegen HSC Montpellier. Im Juli 2022 verließ er die ostfranzösische Stadt und war fortan zunächst vereinslos. Im Dezember 2022 nahm der Drittligist CO Le Puy den Spieler unter Vertrag.

### Nationalmannschaft
Benkhedim absolvierte sieben Freundschaftsspiele für die französische U18-Nationalmannschaft. Außerdem wurde er in die algerische U23-Nationalmannschaft berufen, für die er bislang allerdings nicht eingesetzt wurde.